# Krzyżówka (Góry Opawskie)
 Krzyżówka  lub  Krzyżowa – szczyt o wysokości 427 m n.p.m. w Polsce, w Górach Opawskich w Sudetach Wschodnich. Należy do Korony Parku Krajobrazowego Góry Opawskie.

## Nazwa szczytu
W przeszłości wzniesienie nosiło nazwę niem. Kreuzberg (polska nazwa jest dokładnym tłumaczeniem niemieckiej). Nazwa pochodzi od dębowego krzyża, który kiedyś stał na wzniesieniu, w miejscu, w którym w XVII wieku stała szubienica. W maju 1992 roku pochodzący z Jarnołtówka Niemcy postawili nowy krzyż.

## Położenie i elementy geologii
Znajduje się na obszarze Parku Krajobrazowego Gór Opawskich w części NW Gór Opawskich (na ich krawędzi północnej), około 0,8 km w kierunku NE od centrum miejscowości Jarnołtówek. 
Jest kopulastym wzniesieniem zachodniej części niewielkiego masywu Olszaka, który leży na północ od masywu Biskupiej Kopy (ciągnącego się z zachodu na wschód). Pod względem wysokości jest ono drugim po Olszaku (453 m) wzniesieniem w tym masywie, położonym po jego wschodniej stronie. Wzniesienia te oddziela rozległe, płytko wcięte siodło. Razem stanowią północne zamknięcie przełomowej doliny Złotego Potoku. Wzniesienie charakteryzuje się zróżnicowaną rzeźbą i ukształtowaniem oraz stromym południowym zboczem, opadającym do doliny Złotego Potoku. 
Na stromym odcinku południowego zbocza (powyżej przełomu Złotego Potoku), zwanym „Słonecznym Stokiem”, rozciąga się równoleżnikowo niewielki skalisty grzbiecik ze sterczącymi skałami, nazwany „Karolinkami”. Wzniesienie jest zbudowane ze skał osadowych pochodzenia morskiego, głównie z piaskowców, mułowców z otoczakami oraz łupków fyllitowych (na północnym stoku góry mieści się kopalnia fyllitów „Dewon”). Zbocza wzniesienia pokrywa niewielka warstwa młodszych osadów z okresu zlodowaceń plejstoceńskich. 
Ze wzniesienia roztacza się widok na masyw Biskupiej Kopy, Karliki, Zamkową Górę oraz na przełomową dolinę Złotego Potoku z Jarnołtówkiem (położonym u południowo-zachodniego podnóża wzniesienia) i Pokrzywną.
Położenie i kształt wzniesienia czynią je rozpoznawalnym w terenie.

## Charakterystyczne elementy ekosystemu
Południowa powierzchnia wzniesienia – łącznie z partią szczytową – jest porośnięta lasem regla dolnego, ze znaczną domieszką drzew liściastych, wśród których występują wielkie głazy. Południowe zbocze zajmują górskie łąki, pola uprawne oraz nieużytki, które zarastają krzakami. 
Na wzniesieniu, w okolicy skał „Karolinki”, występuje widłoząb zielony ( Dicranum viride), który  porasta pnie drzew, głównie buków.
Na zalesionych zboczach występuje okratek australijski – niezwykły grzyb z wyglądu przypominający ośmiornicę, który przywędrował do Europy z bawełną sprowadzaną z Australii i Nowej Zelandii.
W Górach Opawskich stwierdzono występowanie rzadkiego gatunku motyli Alabonia staintoniella i Zanclognatha zelleralis. Jest to pierwszy udokumentowany przypadek ich występowania w Polsce. W celu ochrony siedlisk i populacji tych owadów w obrębie wzniesienia (na stoku północnym) utworzono w roku 2012 Rezerwat przyrody Olszak.

## Szlaki turystyczne
Poniżej szczytu południowym zboczem prowadzi niebieski szlak turystyczny.
- Pokrzywna - Olszak (453 m n.p.m.) - skały Karolinki - Jarnołtówek - Gwarkowa Perć - Pokrzywna

## Nieistniejące obiekty sportowe
W okresie międzywojennym zbocza Krzyżówki służyły miłośnikom lotnictwa i sportów zimowych. Na zachód od szczytu znajdowało się niewielkie lotnisko z wyciągarką szybowców, na którym istniała szkółka lotnicza, zaliczana do najważniejszych na Śląsku. Lotnisko było dużą atrakcją Jarnołtówka – ściągało w Góry Opawskie rzesze ludzi. Do doliny Złotego Potoku prowadził tor saneczkowy. Nie zachowały się ślady po tych obiektach.